# Thomasomys onkiro
Thomasomys onkiro är en gnagare i släktet paramoråttor som förekommer i centrala Peru.
Arten liknar främst Thomasomys silvestris som hittas längre norrut i Ecuador. Denna gnagare når en kroppslängd (huvud och bål) av 94 till 114 mm och en svanslängd av 144 till 159 mm. Viktuppgifter saknas. Bakfötterna är 26 till 28 mm långa och öronen är cirka 20 mm stora. Den täta och mjuka pälsen är gulbrun på ovansidan och ljusare gulbrun på undersidan. Artens morrhår når fram till öronen när de böjs bakåt. Den långa svansen är främst mörk förutom spetsen som är vit. De smala bakfötterna har bruna och vita hår på ovansidan. Vid öronens kanter förekommer korta mörkbruna hår.
Exemplar registrerade i Junínregionen vid 3350 meter över havet. Området är täckt av dvärgskog. Typiska växter i regionen tillhör släktena Polylepis, Weinmannia och Chusquea (en form av bambu). Dessutom är grunden täckt av mossa. Arten vistas antagligen främst på marken.
Delar av utbredningsområdet ligger i Otishi nationalpark. Utanför parken befaras skogsröjningar. Populationen minskar men Thomasomys onkiro är fortfarande vanligt förekommande. IUCN listar arten som livskraftig (LC).